# Stefan Ulm
Stefan Ulm (Berlim, 21 de dezembro de 1975) é um ex-canoísta alemão especialista em provas de velocidade.

## Carreira
Foi vencedor da medalha de prata em K-4 1000 m com os seus colegas de equipa Mark Zabel, Jan Schäfer e Björn Bach em Sydney 2000.
Foi vencedor da medalha de prata em K-4 1000 m com os seus colegas de equipa Andreas Ihle, Mark Zabel e Björn Bach em Atenas 2004.